# Pietro Cantarelli
Pietro Cantarelli (Parma, 1967) è un musicista, compositore e produttore discografico italiano.

## Biografia
Nato a Parma, Pietro Cantarelli ha svolto in veste di musicista, arrangiatore e produttore, attività concertistica e in studio di registrazione al servizio di svariati artisti italiani fra i quali Ivano Fossati, Fiorella Mannoia, Ornella Vanoni, Tosca, Giorgio Gaber, Roberto Vecchioni, Samuele Bersani, Cristiano De André e Niccolò Agliardi.
Alla fine degli anni novanta risale l'inizio del lungo rapporto artistico e professionale con Ivano Fossati con il quale avvia una fitta collaborazione, realizzando, producendo e arrangiandone gli album Lampo viaggiatore (2003), Dal vivo - Vol.3 (2005), L'arcangelo (2006), Musica moderna (2008) Decadancing (2011) e
Ivano Fossati Live -Dopo tutto (2012).
Nel quadro della collaborazione con Fossati nel 2008 ha arrangiato e prodotto il brano L'amore trasparente contenuto nella colonna sonora del film Caos calmo diretto da Antonello Grimaldi. Il brano ha vinto il premio David di Donatello e il Nastro d'argento 2008 come miglior canzone originale.
Ha composto canzoni per diversi artisti italiani tra i quali, oltre a Ivano Fossati, Samuele Bersani e Tosca oltre a musiche originali e arrangiamenti per la pubblicità
e la televisione ( Che tempo che fa edizione 2012/2013).
Nel 2004 ha composto la colonna sonora del film Cielo e terra del regista Luca Mazzieri. Il brano conduttore, interpretato da Tosca, ha ottenuto nel 2006 la candidatura ai Nastri d'argento come miglior canzone.
In veste di produttore è anche particolarmente attento alla ricerca di nuovi giovani artisti e allo sviluppo dei loro progetti.
In tal senso il 2011 è l'anno della produzione del CD di esordio della cantautrice marchigiana Serena Abrami dal titolo Lontano da tutto, l'omonima canzone firmata da Niccolò Fabi si classifica quarta tra le nuove proposte del Festival di Sanremo 2011.
Nel 2014 scrive e dirige la canzone Nuvole che passano, presentata da Veronica De Simone a Sanremo Giovani 2014.
Nel 2020 scrive e produce la colonna sonora del film "Se un giorno tornerai" del regista Marco Mazzieri..
Nello stesso anno scrive, arrangia e produce  la canzone Ho amato tutto, presentata da Tosca al settantesimo Festival di Sanremo dove si aggiudica il Premio "Giancarlo Bigazzi" per la miglior composizione musicale e il Premio "Nilla Pizzi" per la miglior interpretazione.
Nei mesi successivi, il brano, che  fa parte della riedizione dell'album Morabeza, uscito il 14 febbraio 2020 (Leave Music/Officina teatrale), vince la Targa Tenco 2020 come miglior canzone.
Nello stesso anno arrangia e produce insieme a Samuele Bersani il nuovo lavoro discografico di quest'ultimo dal titolo Cinema Samuele anche firmando insieme a Bersani stesso la musica del brano "L'intervista" in esso contenuto.
L'album si è aggiudicato la Targa Tenco 2021 nella categoria "Miglior Album".

## Discografia

### Come musicista
- 1993 - I dischi del club Tenco - Il volo di Volodja -  omaggio a Vladimir Semënovič Vysockij - ALA BIANCA/ POLYGRAM
- 1994 - I dischi del club Tenco - Omaggio a Pablo Milanés- ALA BIANCA/ POLYGRAM
- 1995 - Riccardo Fogli - Fogli su fogli - Unplugged - FONIT CETRA
- 1999 - Ornella Vanoni  - Adesso - CGD
- 2000 - Ivano Fossati - La disciplina della terra - SONY MUSIC
- 2001 - Fiorella Mannoia - Fragile - SONY MUSIC
- 2001 - Ivano Fossati - Not one word - SONY MUSIC
- 2003 - Ivano Fossati - Lampo viaggiatore - SONY MUSIC
- 2003 - Samuele Bersani - Caramella smog - BMG
- 2004 - Omar Pedrini - Vidomàr - PANORAMA RECORDS
- 2004 - Ivano Fossati - Dal vivo Vol.3 - Tour acustico - IL VOLATORE/ SONY MUSIC
- 2005 - Pietro Cantarelli - Cielo e terra -  Colonna sonora - WARNER
- 2006 - Ivano Fossati - L'arcangelo - SONY MUSIC
- 2006 - Luvi De Andrè - Io non sono innocente  - UNIVERSAL
- 2007 - Fiorella Mannoia - Canzoni nel tempo - SONY MUSIC
- 2008 - Ivano Fossati - Musica moderna - IL VOLATORE/ SONY MUSIC

### Come produttore
- 2003 - Ivano Fossati - Lampo viaggiatore (realizzazione e arrangiamenti) - SONY MUSIC
- 2004 - Ivano Fossati - Dal vivo Vol.3 - Tour acustico (produzione e arrangiamenti) - IL VOLATORE /SONY MUSIC
- 2005 - Pietro Cantarelli - Cielo e terra - Colonna sonora (Produzione e arrangiamenti)- WARNER
- 2006 - Ivano Fossati - L'arcangelo (Produzione e arrangiamenti) - SONY MUSIC
- 2006 - Luvi De Andrè - Io non sono innocente (Produzione e arrangiamenti) - UNIVERSAL MUSIC
- 2008 - Ivano Fossati - Musica moderna (Produzione e arrangiamenti) - IL VOLATORE - EMI MUSIC
- 2011 - Serena Abrami - Lontano da tutto  (Produzione e arrangiamenti) - EMI MUSIC
- 2011 - Ivano Fossati - Decadancing (Produzione e arrangiamenti) - IL VOLATORE - EMI MUSIC
- 2012 - Ivano Fossati - Ivano Fossati Live-Dopo tutto (Produzione e arrangiamenti) - IL VOLATORE - EMI MUSIC
- 2014 - Niccolò Agliardi- Io non ho finito (Produzione e arrangiamenti)- CAROSELLO RECORDS
- 2014-  Roberta di Mario- Lo stato delle cose (Produzione e arrangiamenti)-IRMA RECORDS
- 2014-  Tosca- Il suono della voce (canzone nell'omonimo album) ( Produzione e arrangiamento)- SONY CLASSICAL
- 2014-  Veronica De Simone- Ti presento Maverick- (Produzione e arrangiamenti)- UNIVERSAL MUSIC
- 2020 - Tosca- Ho amato tutto- ( Canzone nell'album "Morabeza" ) (Produzione e arrangiamento)- LEAVE MUSIC/OFFICINA TEATRALE
- 2020 - Samuele Bersani- "Cinema Samuele"- Album (Produzione, arrangiamenti e missaggio)